# Isuzu Bellel
La Isuzu Bellel è un'autovettura prodotta dalla casa automobilistica giapponese Isuzu tra il 1961 e il 1967.

## Descrizione
La vettura fu la prima progettata e disegnata indipendente dell'azienda e anche la prima autovettura giapponese con motore diesel. Era disponibile in versione berlina a quattro porte e una station wagon a cinque porte chiamata Bellel Express.
La Bellel era equipaggiata con motori da un 1,5 litri e 2,0 litri a benzina e un motore diesel 2.0 litri. Tutti i motori erano accoppiati con un cambio manuale a quattro velocità azionato sul piantone dello sterzo. L'impostazione delle sospensioni è simile a quella della Hillman Minx, precedentemente prodotto da Isuzu in base a un accordo su licenza con il gruppo Rootes.
La Bellel fu aggiornata nell'ottobre 1965. Il restyling includeva modifiche alla parte anteriore, in cui i precedenti fari singoli rotondi venivano sostituiti da fari rotondi quadrangolari disposti verticalmente.